# Finał Grand Prix w łyżwiarstwie figurowym 2022/2023
Finał Grand Prix w łyżwiarstwie figurowym 2022/2023 – siódme, a zarazem ostatnie w kolejności zawody łyżwiarstwa figurowego z cyklu Grand Prix 2022/2023. Zawody odbywały się równolegle z Finałem Junior Grand Prix w łyżwiarstwie figurowym 2022/2023, czyli siódmymi zawodami podsumowującymi cykl Junior Grand Prix 2022/2023. Zawody rozgrywano od 8 do 11 grudnia 2022 roku w hali Palavela w Turynie.

## Terminarz
| Data       | Godzina   | Kategoria | Konkurencja   | Segment          |
| ---------- | --------- | --------- | ------------- | ---------------- |
| 8 grudnia  | 15:00 CET | Junior    | Soliści       | Program krótki   |
| 8 grudnia  | 16:05 CET | Junior    | Pary sportowe | Program krótki   |
| 8 grudnia  | 17:20 CET | Junior    | Solistki      | Program krótki   |
| 8 grudnia  | 19:20 CET | Senior    | Pary sportowe | Program krótki   |
| 8 grudnia  | 20:35 CET | Senior    | Soliści       | Program krótki   |
| 9 grudnia  | 15:00 CET | Junior    | Pary taneczne | Taniec rytmiczny |
| 9 grudnia  | 16:20 CET | Junior    | Solistki      | Program dowolny  |
| 9 grudnia  | 17:35 CET | Senior    | Pary sportowe | Program dowolny  |
| 9 grudnia  | 19:50 CET | Senior    | Pary taneczne | Taniec rytmiczny |
| 9 grudnia  | 21:05 CET | Senior    | Solistki      | Program krótki   |
| 10 grudnia | 13:30 CET | Senior    | Soliści       | Program dowolny  |
| 10 grudnia | 14:45 CET | Junior    | Pary sportowe | Program dowolny  |
| 10 grudnia | 16:05 CET | Junior    | Soliści       | Program dowolny  |
| 10 grudnia | 18:20 CET | Junior    | Pary taneczne | Taniec dowolny   |
| 10 grudnia | 19:40 CET | Senior    | Pary taneczne | Taniec dowolny   |
| 10 grudnia | 21:00 CET | Senior    | Solistki      | Program dowolny  |

## Rekordy świata
| Rekordy świata (GOE±5) na moment rozpoczęcia zawodów (stan na 8 grudnia 2022): | Rekordy świata (GOE±5) na moment rozpoczęcia zawodów (stan na 8 grudnia 2022): | Rekordy świata (GOE±5) na moment rozpoczęcia zawodów (stan na 8 grudnia 2022): | Rekordy świata (GOE±5) na moment rozpoczęcia zawodów (stan na 8 grudnia 2022): | Rekordy świata (GOE±5) na moment rozpoczęcia zawodów (stan na 8 grudnia 2022): | Rekordy świata (GOE±5) na moment rozpoczęcia zawodów (stan na 8 grudnia 2022): |
| Konkurencja                                                                    | Segment                                                                        | Zawodnicy                                                                      | Punkty                                                                         | Zawody                                                                         | Data                                                                           |
| ------------------------------------------------------------------------------ | ------------------------------------------------------------------------------ | ------------------------------------------------------------------------------ | ------------------------------------------------------------------------------ | ------------------------------------------------------------------------------ | ------------------------------------------------------------------------------ |
| Soliści                                                                        | Nota łączna                                                                    | Nathan Chen                                                                    | 335,30                                                                         | Finał Grand Prix 2019                                                          | 7 grudnia 2019                                                                 |
| Soliści                                                                        | Program dowolny                                                                | Nathan Chen                                                                    | 224,92                                                                         | Finał Grand Prix 2019                                                          | 7 grudnia 2019                                                                 |
| Soliści                                                                        | Program krótki                                                                 | Nathan Chen                                                                    | 113,97                                                                         | Zimowe igrzyska olimpijskie 2022                                               | 10 lutego 2020                                                                 |
| Solistki                                                                       | Nota łączna                                                                    | Kamiła Walijewa                                                                | 272,71                                                                         | Rostelecom Cup 2021                                                            | 27 listopada 2021                                                              |
| Solistki                                                                       | Program dowolny                                                                | Kamiła Walijewa                                                                | 185,29                                                                         | Rostelecom Cup 2021                                                            | 27 listopada 2021                                                              |
| Solistki                                                                       | Program krótki                                                                 | Kamiła Walijewa                                                                | 90,45                                                                          | Mistrzostwa Europy 2022                                                        | 13 stycznia 2022                                                               |
| Pary sportowe                                                                  | Nota łączna                                                                    | Sui Wenjing / Han Cong                                                         | 239,88                                                                         | Zimowe igrzyska olimpijskie 2022                                               | 19 lutego 2022                                                                 |
| Pary sportowe                                                                  | Program dowolny                                                                | Anastasija Miszyna / Aleksandr Gallamow                                        | 157,46                                                                         | Mistrzostwa Europy 2022                                                        | 13 stycznia 2022                                                               |
| Pary sportowe                                                                  | Program krótki                                                                 | Sui Wenjing / Han Cong                                                         | 84,41                                                                          | Zimowe igrzyska olimpijskie 2022                                               | 18 lutego 2022                                                                 |
| Pary taneczne                                                                  | Nota łączna                                                                    | Gabriella Papadakis / Guillaume Cizeron                                        | 229,82                                                                         | Mistrzostwa świata 2022                                                        | 26 marca 2022                                                                  |
| Pary taneczne                                                                  | Taniec dowolny                                                                 | Gabriella Papadakis / Guillaume Cizeron                                        | 137,09                                                                         | Mistrzostwa świata 2022                                                        | 26 marca 2022                                                                  |
| Pary taneczne                                                                  | Taniec rytmiczny                                                               | Gabriella Papadakis / Guillaume Cizeron                                        | 92,73                                                                          | Mistrzostwa świata 2022                                                        | 25 marca 2022                                                                  |

## Wyniki

### Kategoria seniorów

#### Soliści (S)

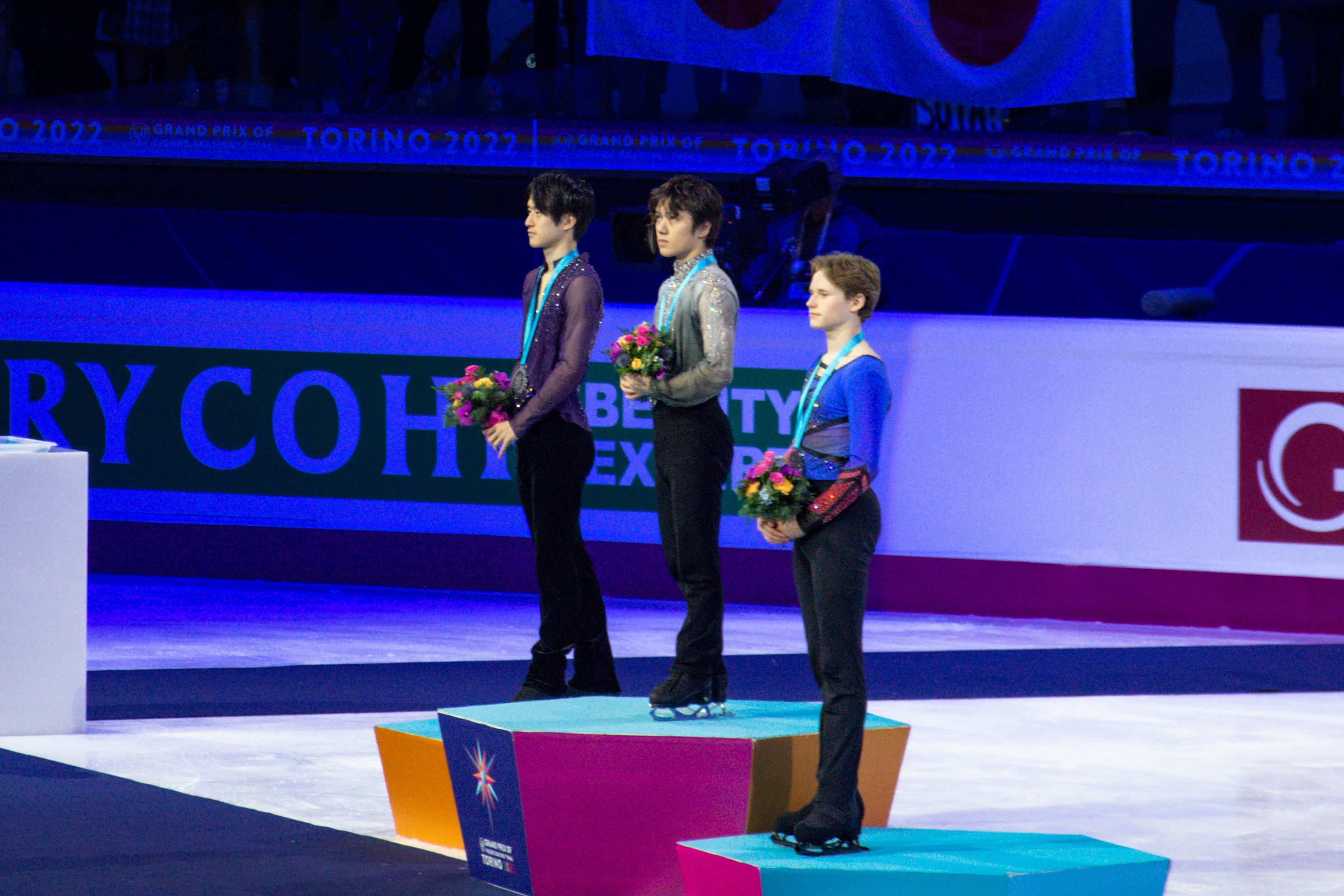
Medaliści w konkurencji solistów seniorów podczas ceremonii

| Poz. | Zawodnik      | Nota łączna | SP | SP    | FS | FS     |
| ---- | ------------- | ----------- | -- | ----- | -- | ------ |
| 1    | Shōma Uno     | 304,46      | 1  | 99,99 | 1  | 204,47 |
| 2    | Sōta Yamamoto | 274,35      | 2  | 94,86 | 3  | 179,49 |
| 3    | Ilia Malinin  | 271,94      | 5  | 80,10 | 2  | 191,84 |
| 4    | Shun Satō     | 250,16      | 6  | 76,62 | 4  | 173,54 |
| 5    | Kao Miura     | 245,74      | 3  | 87,07 | 6  | 158,67 |
| 6    | Daniel Grassl | 244,97      | 4  | 80,40 | 5  | 164,57 |

#### Solistki (S)

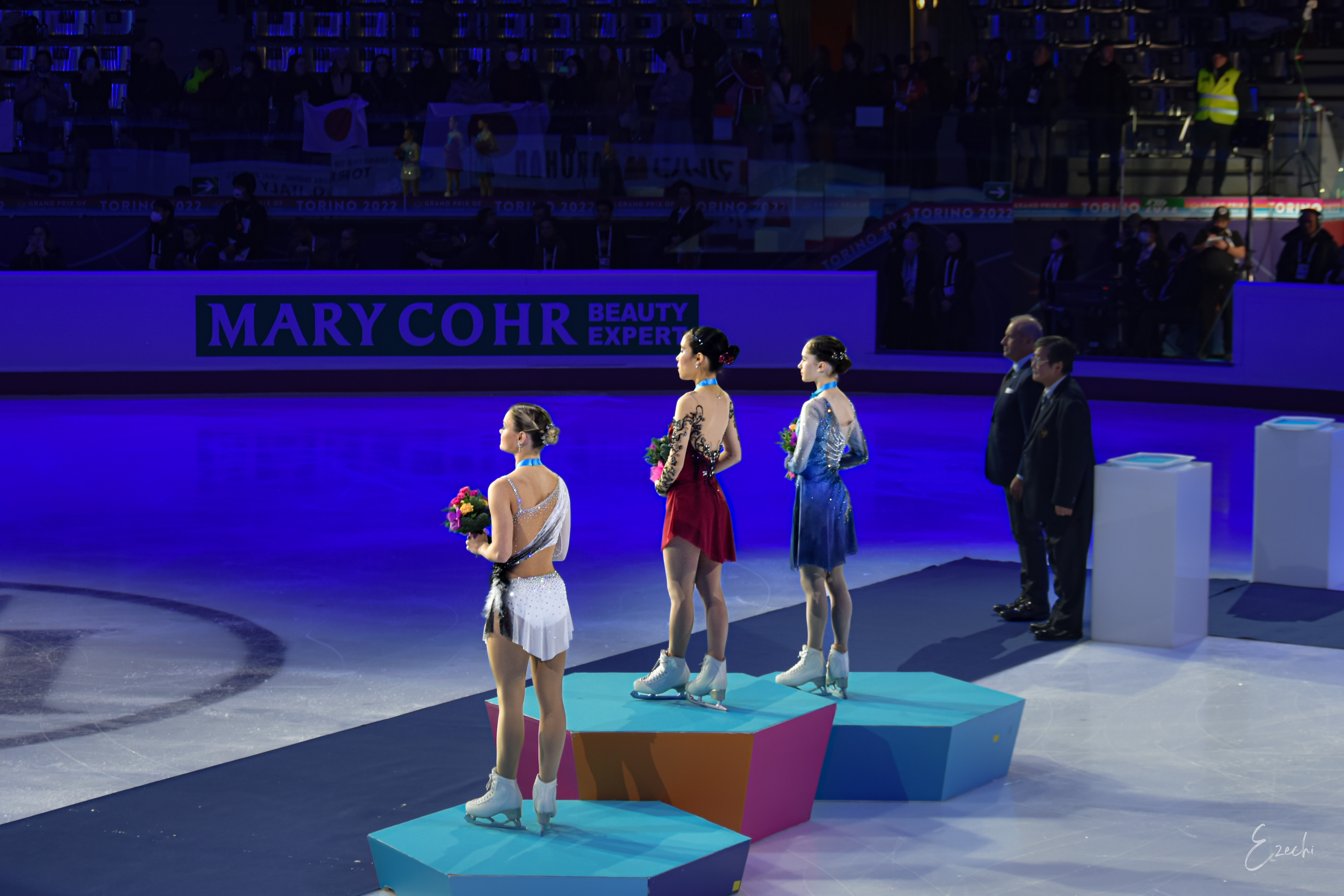
Medalistki w konkurencji solistek seniorek podczas ceremonii

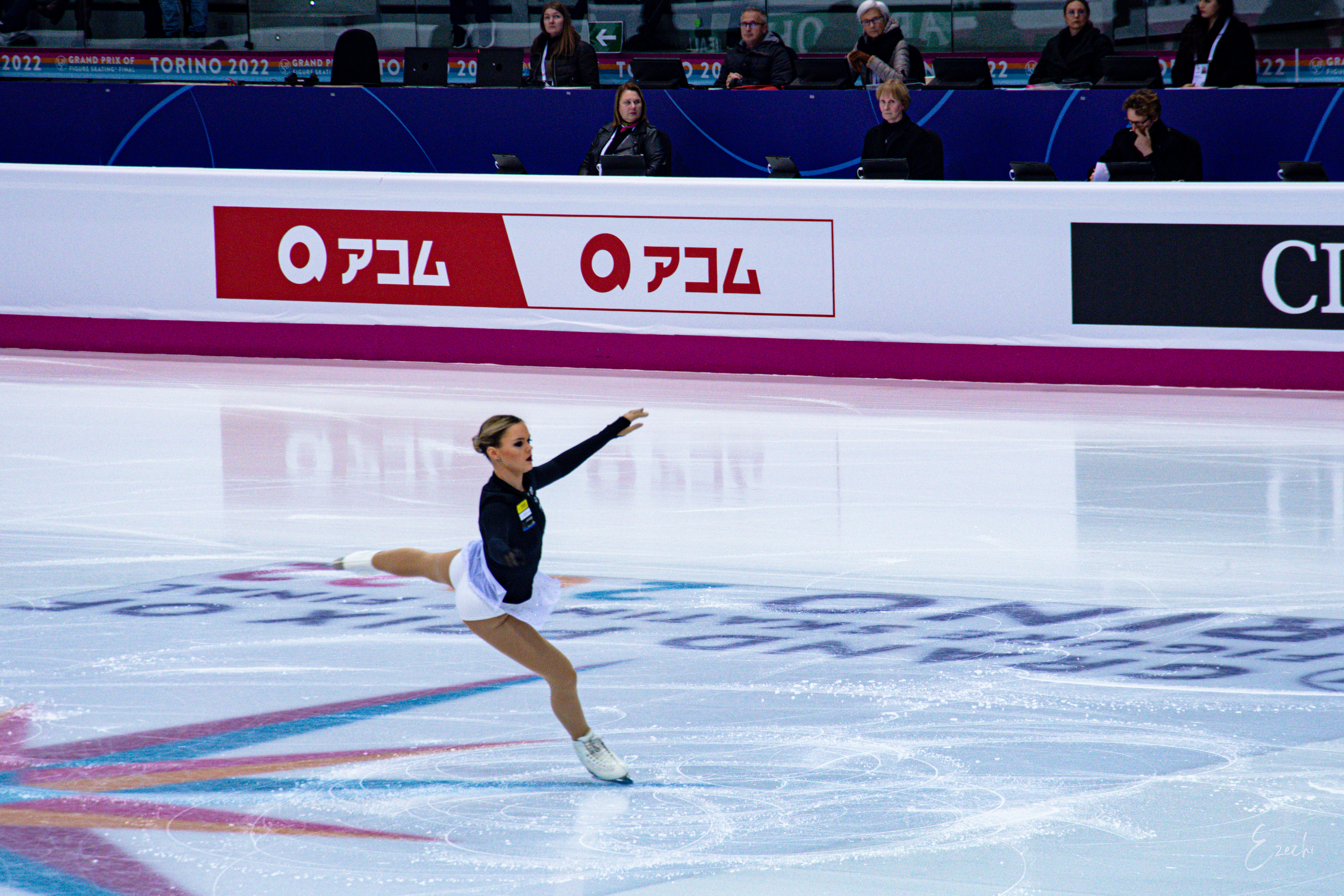
Loena Hendrickx (BEL) podczas rozgrzewki

| Poz. | Zawodniczka     | Nota łączna | SP | SP    | FS | FS     |
| ---- | --------------- | ----------- | -- | ----- | -- | ------ |
| 1    | Mai Mihara      | 208,17      | 2  | 74,58 | 1  | 133,59 |
| 2    | Isabeau Levito  | 197,23      | 5  | 69,26 | 2  | 127,97 |
| 3    | Loena Hendrickx | 196,35      | 3  | 74,24 | 4  | 122,11 |
| 4    | Rinka Watanabe  | 196,01      | 4  | 72,58 | 3  | 123,43 |
| 5    | Kaori Sakamoto  | 192,56      | 1  | 75,86 | 6  | 116,70 |
| 6    | Kim Ye-lim      | 180,58      | 6  | 61,55 | 5  | 119,03 |

#### Pary sportowe (S)
| Poz. | Zawodnicy                                | Nota łączna | SP | SP    | FS | FS     |
| ---- | ---------------------------------------- | ----------- | -- | ----- | -- | ------ |
| 1    | Riku Miura / Ryuichi Kihara              | 214,58      | 1  | 78,08 | 1  | 136,50 |
| 2    | Alexa Knierim / Brandon Frazier          | 213,28      | 2  | 77,65 | 2  | 135,63 |
| 3    | Sara Conti / Niccolò Macii               | 187,02      | 4  | 67,30 | 3  | 119,72 |
| 4    | Deanna Stellato-Dudek / Maxime Deschamps | 184,28      | 3  | 69,34 | 5  | 114,94 |
| 5    | Rebecca Ghilardi / Filippo Ambrosini     | 180,39      | 5  | 63,54 | 4  | 116,85 |
| 6    | Emily Chan / Spencer Akira Howe          | 162,91      | 6  | 53,85 | 6  | 109,06 |

#### Pary taneczne (S)

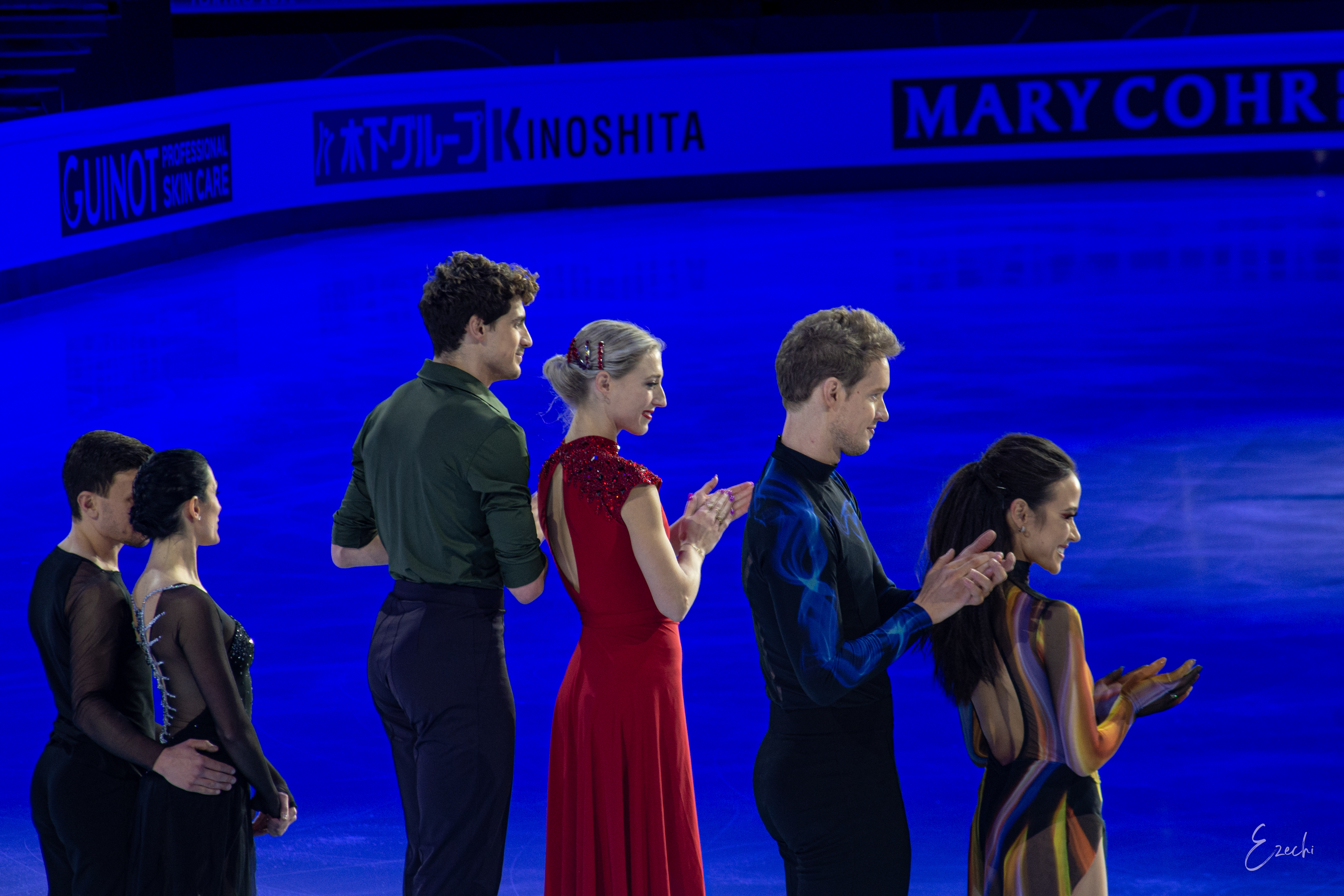
Medaliści w konkurencji par tanecznych seniorów podczas ceremonii

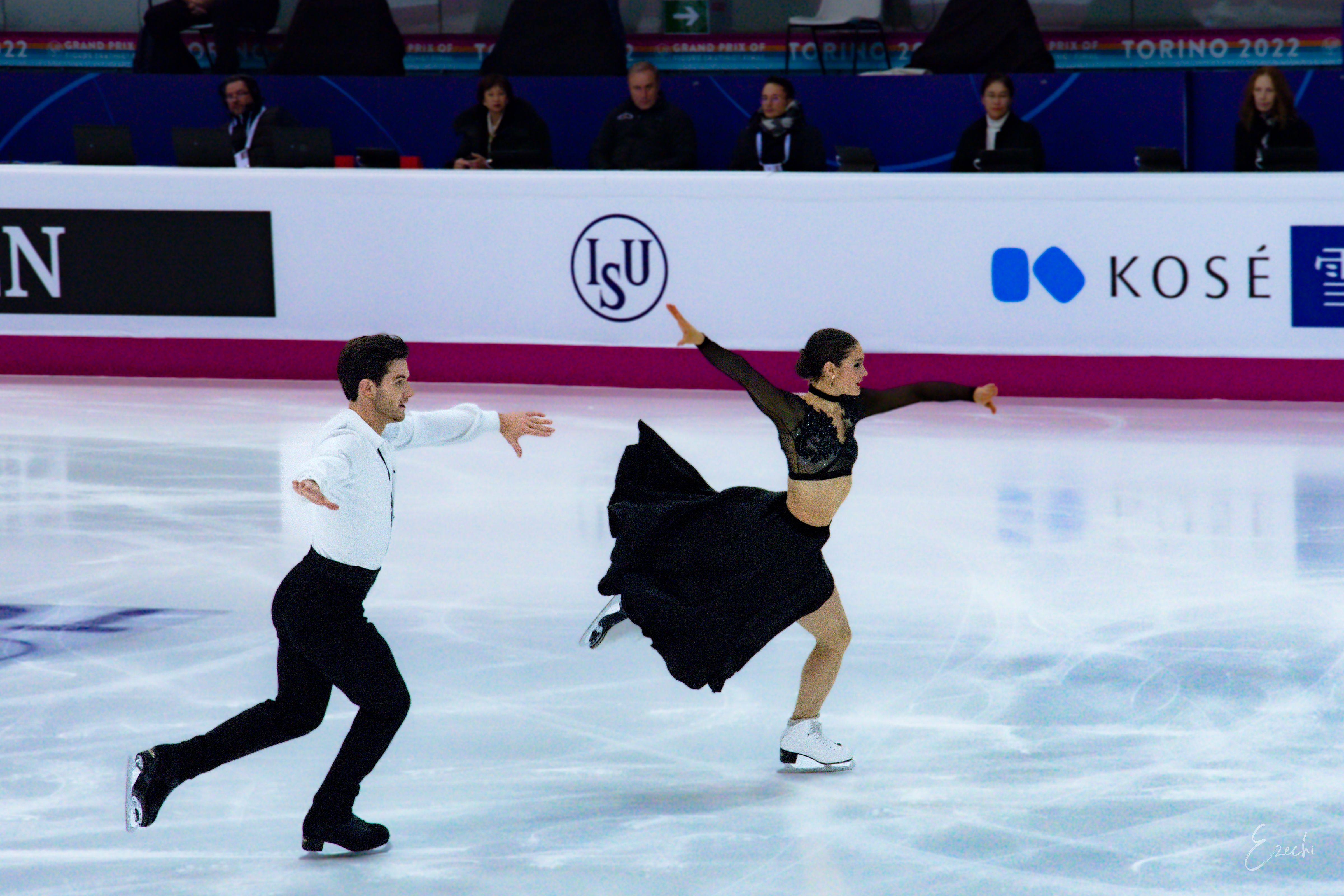
Para taneczna Fournier Beaudry i Sørensen (CAN) w tańcu dowolnym

| Poz. | Zawodnicy                                    | Nota łączna | RD | RD    | FD | FD     |
| ---- | -------------------------------------------- | ----------- | -- | ----- | -- | ------ |
| 1    | Piper Gilles / Paul Poirier                  | 215,64      | 1  | 85,93 | 1  | 129,71 |
| 2    | Madison Chock / Evan Bates                   | 211,94      | 2  | 85,49 | 2  | 126,45 |
| 3    | Charlène Guignard / Marco Fabbri             | 206,84      | 3  | 84,55 | 3  | 122,29 |
| 4    | Lilah Fear / Lewis Gibson                    | 200,90      | 5  | 80,75 | 4  | 120,15 |
| 5    | Kaitlin Hawayek / Jean-Luc Baker             | 198,06      | 6  | 79,50 | 5  | 118,56 |
| 6    | Laurence Fournier Beaudry / Nikolaj Sørensen | 196,15      | 4  | 83,16 | 6  | 112,99 |

### Kategoria juniorów

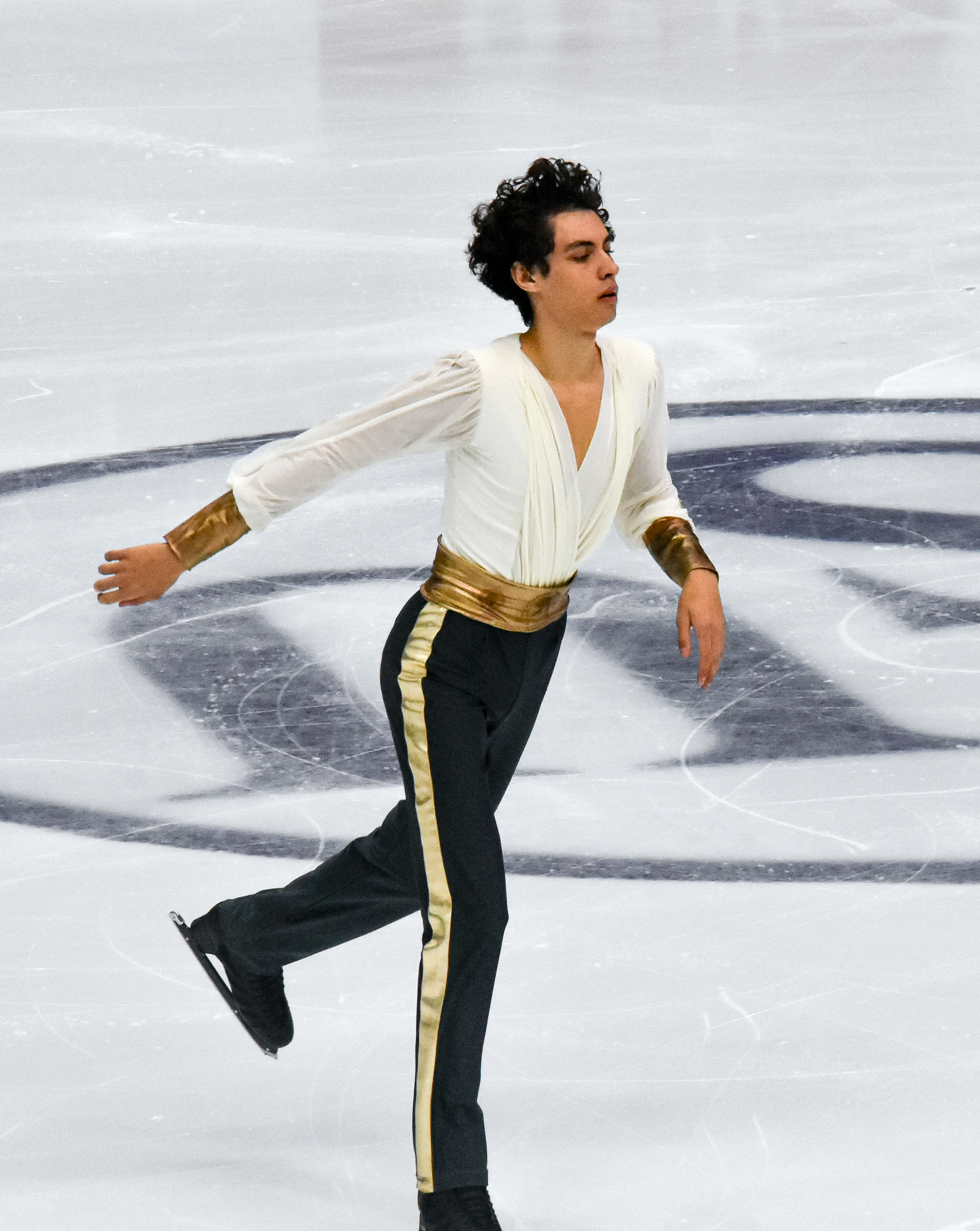
Nikolaj Memola (ITA) zwycięzca wśród solistów juniorów

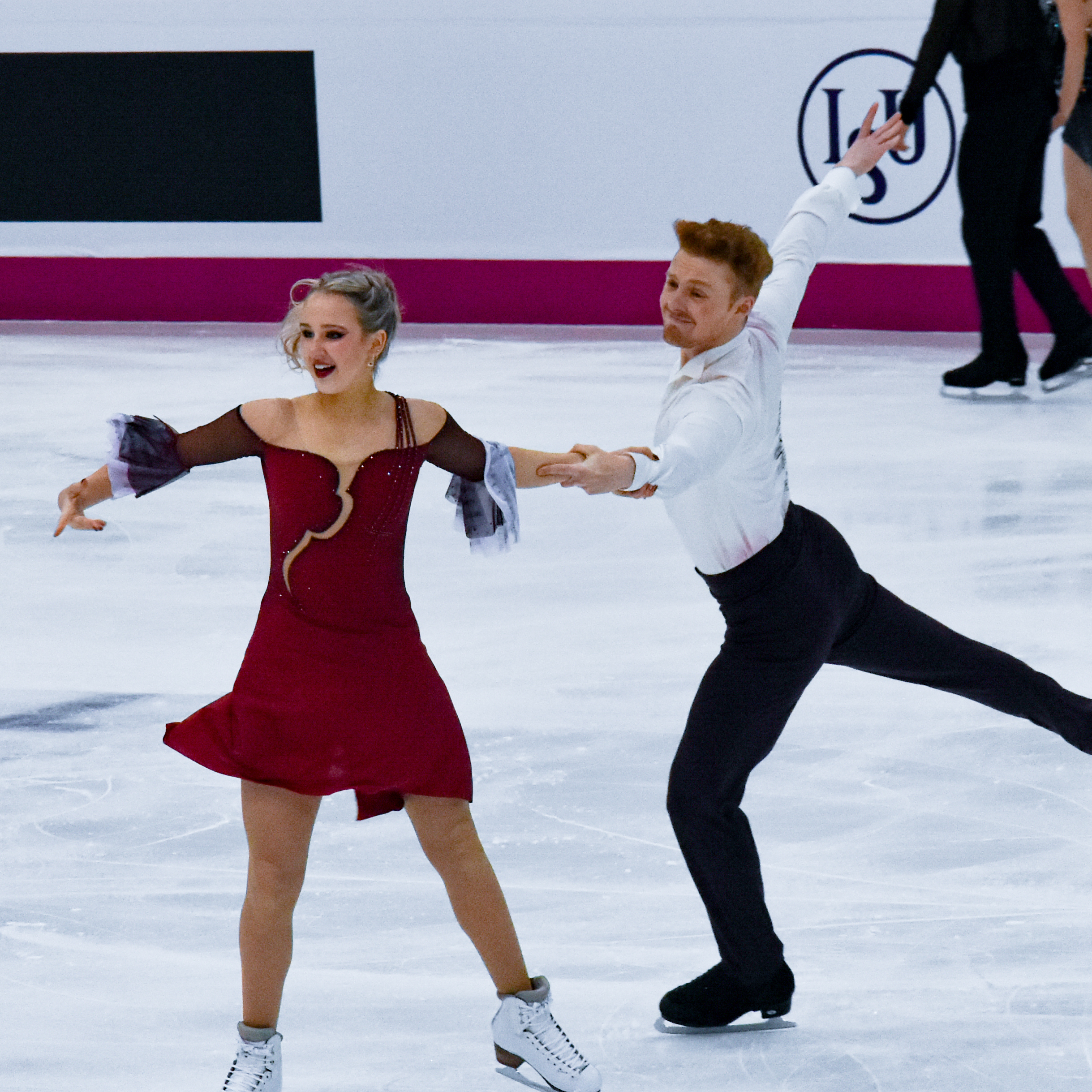
Zwycięzcy w parach taneczna juniorów Bashynska i Beaumont (CAN) podczas tańca dowolnego

#### Soliści (J)
| Poz. | Zawodnik             | Nota łączna | SP | SP    | FS | FS     |
| ---- | -------------------- | ----------- | -- | ----- | -- | ------ |
| 1    | Nikolaj Memola       | 230,50      | 2  | 79,84 | 1  | 150,66 |
| 2    | Lucas Broussard      | 220,43      | 1  | 81,11 | 3  | 139,32 |
| 3    | Nozomu Yoshioka      | 208,01      | 5  | 66,83 | 2  | 141,18 |
| 4    | Shunsuke Nakamura    | 198,64      | 3  | 74,81 | 6  | 123,83 |
| 5    | Robert Yampolsky     | 198,02      | 4  | 73,31 | 4  | 124,71 |
| 6    | Takeru Amine Kataise | 182,49      | 6  | 58,19 | 5  | 124,30 |

#### Solistki (J)
| Poz. | Zawodniczka   | Nota łączna | SP | SP    | FS | FS     |
| ---- | ------------- | ----------- | -- | ----- | -- | ------ |
| 1    | Mao Shimada   | 205,54      | 1  | 69,66 | 1  | 135,88 |
| 2    | Shin Ji-a     | 200,32      | 2  | 69,11 | 2  | 131,21 |
| 3    | Kim Chae-yeon | 190,36      | 3  | 66,71 | 3  | 123,65 |
| 4    | Ami Nakai     | 189,23      | 4  | 65,97 | 4  | 123,26 |
| 5    | Kwon Min-sol  | 175,43      | 5  | 59,91 | 5  | 115,52 |
| 6    | Hana Yoshida  | 158,30      | 6  | 55,51 | 6  | 102,79 |

#### Pary sportowe (J)
| Poz. | Zawodnicy                                       | Nota łączna | SP | SP    | FS | FS     |
| ---- | ----------------------------------------------- | ----------- | -- | ----- | -- | ------ |
| 1    | Anastasija Gołubiewa / Hektor Giotopoulos Moore | 181,37      | 2  | 60,19 | 1  | 121,18 |
| 2    | Sophia Baram / Daniel Tioumentsev               | 176,78      | 1  | 63,62 | 2  | 113,16 |
| 3    | Cayla Smith / Andy Deng                         | 150,51      | 3  | 55,21 | 4  | 95,30  |
| 4    | Haruna Murakami / Sumitada Moriguchi            | 149,03      | 5  | 46,80 | 3  | 102,23 |
| 5    | Wioletta Sierowa / Iwan Chobta                  | 143,06      | 4  | 50,74 | 5  | 92,32  |
| 6    | Chloe Panetta / Kieran Thrasher                 | 130,89      | 6  | 44,35 | 6  | 86,54  |

#### Pary taneczne (J)
| Poz. | Zawodnicy                           | Nota łączna | RD | RD    | FD | FD    |
| ---- | ----------------------------------- | ----------- | -- | ----- | -- | ----- |
| 1    | Nadiia Bashynska / Peter Beaumont   | 167,26      | 1  | 67,74 | 1  | 99,52 |
| 2    | Hannah Lim / Ye Quan                | 162,53      | 3  | 64,21 | 2  | 98,32 |
| 3    | Kateřina Mrázková / Daniel Mrázek   | 161,54      | 4  | 64,08 | 3  | 97,46 |
| 4    | Phebe Bekker / James Hernandez      | 156,97      | 2  | 64,58 | 4  | 92,39 |
| 5    | Darya Grimm / Michail Savitskiy     | 152,01      | 5  | 62,21 | 5  | 89,80 |
| 6    | Célina Fradji / Jean-Hans Fourneaux | 140,74      | 6  | 59,23 | 6  | 81,48 |